# Gonatodes falconensis
Gonatodes falconensis este o specie de șopârle din genul Gonatodes, familia Gekkonidae, descrisă de Shreve 1947. Conform Catalogue of Life specia Gonatodes falconensis nu are subspecii cunoscute.